# Tune the Rainbow
Tune the Rainbow è un brano musicale della cantante giapponese Maaya Sakamoto, pubblicato come singolo il 2 aprile 2003. Il testo di Tune the Rainbow è stato scritto da Yuho Iwasato, mentre La musica è stata arrangiata e composta da Yōko Kanno.
Il brano è stato utilizzato come sigla di chiusura del film d'animazione RahXephon: Pluralitas Concentio, ed è stato incluso oltre che nella colonna sonora del film, anche nell'album della Sakamoto Single Collection+ Nikopachi.
Il singolo entrato nella top ten della classifica settimanale Oricon, diventando il quinto maggior successo di Maaya Sakamoto, e pur non avendo venduto tante copie quanto Kiseki no umi, Hemisphere o Loop, ha ottenuto un piazzamento migliore in classifica.

## Tracce
CD singolo
1. Tune the Rainbow
2. The Garden of Everything ~Taking You on an Electric Rocket~" (~電気ロケットに君を連れて~?, ~Denki Roketto ni Kimi wo Tsurete~)  featuring Steve Conte
3. Small Hemisphere (ちいさなヘミソフィア?, Chīsa na hemisofia)

Durata totale: 14:09

## Classifiche
| Classifica (2002)                        | Posizione più alta |
| ---------------------------------------- | ------------------ |
| Giappone (Classifica settimanale Oricon) | 9                  |